# Hannele Steyn
Hannele Steyn es una deportista sudafricana que compitió en triatlón. Ganó una medalla de oro en el Campeonato Africano de Triatlón de 1993.

## Palmarés internacional
| Campeonato Africano | Campeonato Africano     | Campeonato Africano | Campeonato Africano |
| Año                 | Lugar                   | Medalla             | Prueba              |
| ------------------- | ----------------------- | ------------------- | ------------------- |
| 1993                | Gordons Bay (Sudáfrica) | Medalla de oro      | Individual          |